# Metouia
Metouia o El Metouia (àrab: المطوية, al-Maṭwiyya) és una ciutat de Tunísia a la governació de Gabès, situada uns 10 km al nord-oest de la ciutat de Gabès i uns 5 km al nord-oest de Gannouch. És un nus ferroviari on enllacen la línia que va al nord i la línia de Gafsa a Gabès. La vila d'Ouedhref es troba uns 2 km a l'oest i la d'Aouinet, 3 km al nord. Tota la zona té més de 10.000 mil habitants, però només la meitat viuen pròpiament a la ciutat. És capçalera d'una delegació que forma la part nord-oriental de la governació, amb una població de 25.570 habitants al cens del 2004.

## Administració
És el centre de la delegació o mutamadiyya homònima, amb codi geogràfic 51 55 (ISO 3166-2:TN-12), dividida en set sectors o imades:
- El Metouia Nord (51 55 51)
- El Metouia Sud (51 55 52)
- Ouedhref Nord (51 55 53)
- Ouedhref Sud (51 55 54)
- El Akarit (51 55 55)
- El Hicha (51 55 56)
- El Mida (51 55 57)

Al mateix temps, forma una municipalitat o baladiyya (codi geogràfic 51 14).